# Campeonato da Europa de Atletismo de 2012 - Revezamento 4x100 m feminino
A prova dos 4 x 100 metros estafetas feminino do Campeonato da Europa de Atletismo de 2012 foi disputada entre os dias 30 de junho e 1 de julho de 2012 no Estádio Olímpico de Helsinque em Helsinque,  na Finlândia. 

## Recordes
Antes desta competição, os recordes mundiais e do campeonato nesta prova eram os seguintes:
|                       | Nome                                                           | Nacionalidade     | Tempo | Local    | Data                  |
| --------------------- | -------------------------------------------------------------- | ----------------- | ----- | -------- | --------------------- |
| Recorde mundial       | (Silke Gladisch, Sabine Rieger Ingrid Auerswald, Marlies Göhr) | Alemanha Oriental | 41s37 | Camberra | 6 de outubro de 1985  |
| Recorde do campeonato | (Silke Möller, Katrin Krabbe Kerstin Behrendt, Sabine Günther) | Alemanha Oriental | 41s68 | Split    | 1 de setembro de 1990 |
| Recorde europeu       | (Silke Gladisch, Sabine Rieger Ingrid Auerswald, Marlies Göhr) | Alemanha Oriental | 41s37 | Camberra | 6 de outubro de 1985  |

## Medalhistas
| Ouro                                                                              | Prata                                                                          | Bronze                                                                      |
| Alemanha · Leena Günther · Anne Cibis · Tatjana Lofamakanda Pinto · Verena Sailer | Países Baixos · Kadene Vassell · Dafne Schippers · Eva Lubbers · Jamile Samuel | Polónia · Marika Popowicz · Daria Korczyńska · Marta Jeschke · Ewelina Ptak |

## Cronograma
Todos os horários são locais (UTC+3).
| Data        | Hora  | Evento  |
| ----------- | ----- | ------- |
| 30 de junho | 13:05 | Bateria |
| 1 de julho  | 17:05 | Final   |

## Resultados

### Bateria
Qualificação: 3 atletas de cada bateria (Q) mais os 2 melhores qualificados (q). 
| Posição | Bateria | Raia | Nacionalidade | Atletas                                                                          | Tempo | Notas                |
| ------- | ------- | ---- | ------------- | -------------------------------------------------------------------------------- | ----- | -------------------- |
| 1       | 1       | 2    | Ucrânia       | Olesya Povh Nataliya Pohrebnyak Mariya Ryemyen Viktoriya Pyatachenko             | 42.70 | Q                    |
| 2       | 2       | 8    | Alemanha      | Leena Günther Anne Cibis Tatjana Lofamakanda Pinto Verena Sailer                 | 43.03 | Q,                   |
| 3       | 1       | 3    | França        | Carima Louami Ayodele Ikuesan Jennifer Galais Christine Arron                    | 43.12 | Q,                   |
| 4       | 1       | 6    | Polónia       | Marika Popowicz Daria Korczyńska Marta Jeschke Ewelina Ptak                      | 43.13 | Q,                   |
| 5       | 1       | 4    | Suíça         | Michelle Cueni Jacqueline Gasser Ellen Sprunger Léa Sprunger                     | 43.51 | q,                   |
| 6       | 2       | 7    | Rússia        | Yevgeniya Polyakova Yekaterina Kuzina Yekaterina Voronenkova Olga Belkina        | 43.62 | Q,                   |
| 7       | 1       | 5    | Bielorrússia  | Volha Astashka Katsiaryna Hanchar Elena Danilyuk-Nevmerzhytskaya Yuliya Balykina | 43.69 | q                    |
| 8       | 2       | 3    | Países Baixos | Esther Akihary Marit Dopheide Eva Lubbers Kadene Vassell                         | 43.80 | Q                    |
| 9       | 2       | 1    | Bélgica       | Olivia Borlée Hanna Mariën Hanne Claes Anne Zagré                                | 43.81 | Recorde da temporada |
| 10      | 2       | 5    | Itália        | Gloria Hooper Audrey Alloh Martina Amidei Ilenia Draisci                         | 43.90 | Recorde da temporada |
| 11      | 1       | 7    | Eslovênia     | Alja Sitar Sara Strajnar Kristina Žumer Merlene Ottey                            | 44.28 | Recorde da temporada |
| 12      | 2       | 4    | Finlândia     | Maria Räsänen Noora Hämäläinen Minna Laukka Hanna-Maari Latvala                  | 44.65 | Recorde da temporada |
| 13      | 1       | 8    | Bulgária      | Gabriela Laleva Tezdzhan Naimova Karin Okoliye Vaia Vladeva                      | 45.25 |                      |
| 14      | 1       | 1    | Espanha       | Belén Recio Plácida Martínez Alazne Furundarena Sara María Santiago              | 45.47 |                      |
| 15      | 2       | 6    | Grã-Bretanha  | Anyika Onuora Montell Douglas Hayley Jones Ashleigh Nelson                       | DSQ   | R 163.3a             |
| 15      | 2       | 2    | Suécia        | Julia Skugge Erica Jarder Freja Jernstig Lena Berntsson                          | DSQ   | R 170.7              |

### Final
| Posição           | Raia | Nacionalidade | Atletas                                                                          | Tempo | Notas            |
| ----------------- | ---- | ------------- | -------------------------------------------------------------------------------- | ----- | ---------------- |
| Medalha de ouro   | 6    | Alemanha      | Leena Günther Anne Cibis Tatjana Lofamakanda Pinto Verena Sailer                 | 42.51 |                  |
| Medalha de prata  | 7    | Países Baixos | Kadene Vassell Dafne Schippers Eva Lubbers Jamile Samuel                         | 42.80 | Recorde nacional |
| Medalha de bronze | 8    | Polónia       | Marika Popowicz Daria Korczyńska Marta Jeschke Ewelina Ptak                      | 43.06 |                  |
| 4                 | 4    | Rússia        | Yevgeniya Polyakova Yekaterina Kuzina Yekaterina Voronenkova Olga Belkina        | 43.37 |                  |
| 5                 | 3    | França        | Carima Louami Ayodele Ikuesan Lina Jacques-Sébastien Christine Arron             | 43.44 |                  |
| 6                 | 1    | Suíça         | Michelle Cueni Jacqueline Gasser Ellen Sprunger Léa Sprunger                     | 43.61 |                  |
| 7                 | 2    | Bielorrússia  | Volha Astashka Katsiaryna Hanchar Elena Danilyuk-Nevmerzhytskaya Yuliya Balykina | 44.06 |                  |
| 08 !              | 5    | Ucrânia       | Olesya Povh Nataliya Pohrebnyak Mariya Ryemyen Viktoriya Pyatachenko             | DNF   |                  |

Legenda
| Recorde mundial       | Recorde mundial (World record)               |                       | Recorde africano                      | Recorde africano (African) |                                           | Q | Classificado por posição (Qualified) |
| Recorde do campeonato | Recorde do campeonato (Championship record)  | Recorde da América    | Recorde da América (Americas)         | q                          | Classificado por melhor tempo (Qualified) |   |                                      |
| Melhor marca do ano   | Melhor marca do ano (World leading)          | Recorde asiático      | Recorde asiático (Asian)              | DNS                        | Não largou (Did not start)                |   |                                      |
| Recorde nacional      | Recorde nacional (National record)           | Recorde europeu       | Recorde europeu (European)            | DNF                        | Não terminou (Did not finish)             |   |                                      |
| Recorde pessoal       | Recorde pessoal do atleta (Personal best)    | Recorde da Oceania    | Recorde da Oceania (Oceania)          | DSQ / DQ                   | Desclassificado (Disqualified)            |   |                                      |
| Recorde da temporada  | Recorde da temporada do atleta (Season best) | Recorde sul-americano | Recorde sul-americano (South America) | NM                         | Sem marca (No mark)                       |   |                                      |